# Habsburgergesetz
Das Gesetz vom 3. April 1919 betreffend die Landesverweisung und die Übernahme des Vermögens des Hauses Habsburg-Lothringen, späterer Kurztitel Habsburgergesetz, betrifft die Rechte der Familie Habsburg-Lothringen und deren Zweiglinien in Österreich nach dem Ende des Ersten Weltkriegs und der Auflösung Österreich-Ungarns.
Als Abkürzung findet sich meist HabsburgerG, vor allem im offiziellen Bereich von Gesetzen und Judikatur, in selteneren Fällen ist auch HabsbG zu finden, vorwiegend in der Literatur und der Rechtslehre.

## Erste Republik

### Vorgeschichte

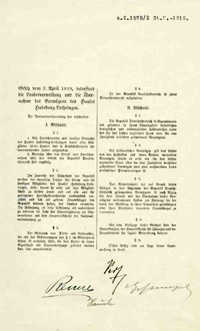
Originalunterschriften unter dem Gesetz

#### Alter und neuer Staat
Im Herbst 1918 hatten sich, teilweise unter Bezugnahme auf das Kaiserliche Manifest vom 16. Oktober 1918, politische Vertretungen der einzelnen Nationalitäten Cisleithaniens gebildet; für Deutschösterreich war dies die Provisorische Nationalversammlung. Ihre Zielsetzungen hatten die Abgeordneten der Nationalitäten großteils bereits bei der Wiedereinberufung des Reichsrates im Frühjahr 1917 bekanntgegeben. Der k.k. Regierung in Wien war es seither, wie vor 1914, nicht gelungen, tragfähige Lösungen für die Nationalitätenprobleme zu finden, die großteils auch Transleithanien betrafen (siehe auch: Ende der Doppelmonarchie).
Ende Oktober 1918 fielen große Gebiete Cisleithaniens von der Monarchie ab, zumeist durch die Gründung neuer Staaten, die ohne Einholung der Zustimmung Kaiser Karls erfolgte. Formal blieben er und seine Regierung Anfang November 1918 nur mehr für Deutschösterreich sowie für die Auflösung der Gemeinsamen Armee zuständig. Dem Zerfall der Monarchie hatte der Kaiser nichts entgegenzusetzen, da sich auch die bisherige Klammer des Vielvölkerstaates, das gemeinsame Heer, auflöste. Die von der Front heimkehrenden und am 6. November 1918 von Karl formell demobilisierten Soldaten stellten sich den Regierungen der neuen Staaten zur Verfügung.

#### Verzichtserklärung

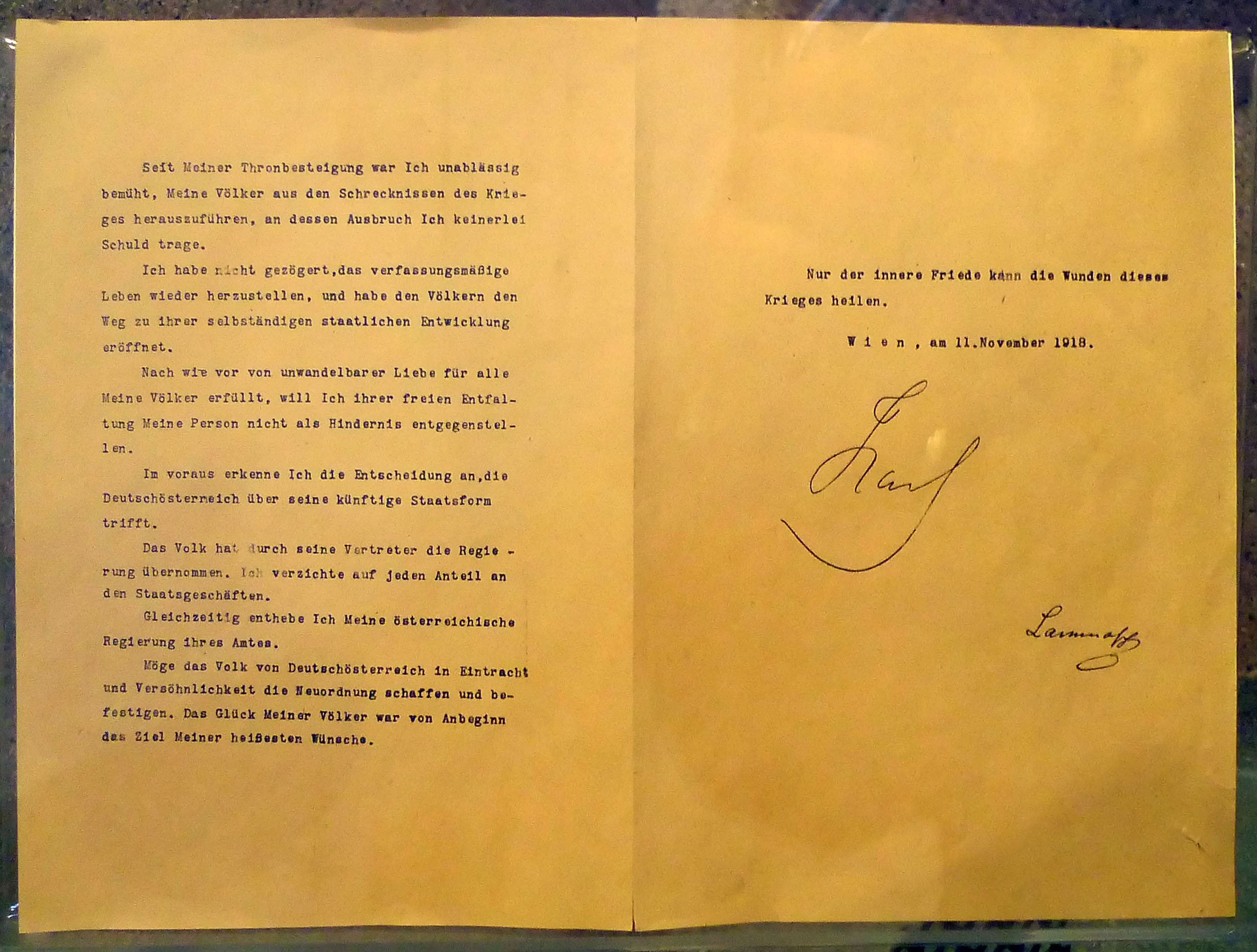
Verzichtserklärung Karl I.

In Deutschösterreich wollte und musste die am 30. Oktober 1918 vom Staatsrat, dem Vollzugsausschuss der Provisorischen Nationalversammlung, gewählte Staatsregierung Renner I großteils auf den Verwaltungsapparat der bisherigen Monarchie zurückgreifen. Sie wollte Beamten und Offiziere keinem Loyalitätskonflikt aussetzen und den Monarchen auch nicht einfach entthronen. Sie suchte daher über die inoffiziell als Liquidationsministerium bezeichnete k.k. Regierung Lammasch das Einvernehmen mit dem Kaiser über die Beendigung seiner Regierung. Parallel dazu übernahmen ihre Staatssekretäre von den k.k. Ministern bereits die Fachministerien.
Die beiden Sozialdemokraten Staatskanzler Karl Renner und Karl Seitz, Vorsitzender der Provisorischen Nationalversammlung und des Staatsrates, als Vertreter des neuen Staates sowie vor allem Ministerpräsident Heinrich Lammasch, Sozialminister Ignaz Seipel und Finanzminister Josef Redlich als Vertreter des alten Staates entwarfen am 10. November 1918 (am 9. November waren Abdankung und Emigration des deutschen Kaisers bekanntgegeben worden) gemeinsam die so genannte Verzichtserklärung, die klar formuliert war, aber Reizbegriffe wie Abdankung (sie war speziell für Kaiserin Zita des göttlichen Herrscherauftrags wegen ausgeschlossen) vermied. Lammasch und Innenminister Edmund von Gayer begaben sich, so Redlich, am Abend des 10. Novembers mit dem noch unfertigen Entwurf und am 11. November um 11.10 Uhr mit der fertigen Abdankungsproklamation (Redlich) nach Schönbrunn, um den Kaiser zur Unterschrift zu bewegen, die zu Mittag erfolgte. (Um 11 Uhr hatte der deutschösterreichische Staatsrat bereits beschlossen, der Provisorischen Nationalversammlung tags darauf den Antrag zum Gesetz über die Staats- und Regierungsform von Deutschösterreich vorzulegen.)
Der Kaiser enthob seine Regierung des Amtes (der Formalakt fand um 14 Uhr in Schönbrunn statt), verzichtete auf jeden Anteil an den Staatsgeschäften, erkannte im Voraus die Entscheidung an, die Deutschösterreich über seine Staatsform treffen würde und wünschte dem Volk Eintracht und Versöhnlichkeit für die Neuordnung. Die Erklärung des Kaisers wurde noch am Nachmittag in einer Extraausgabe der amtlichen Wiener Zeitung veröffentlicht; sie enthielt auch den Gesetzentwurf, der tags darauf beschlossen werden sollte.
Am 12. November 1918 wurde das Gesetz beschlossen und hierauf von Franz Dinghofer im Namen der Provisorischen Nationalversammlung auf der Parlamentsrampe die Republik ausgerufen.

#### Versuch der Revision
Für die deutschösterreichische Staatsregierung war der noch am 11. November 1918 nach Schloss Eckartsau nahe Wien übersiedelte ehemalige Träger der Krone (wie er 1919 im Habsburgergesetz bezeichnet wurde) nunmehr Privatperson. Der Kaiser selbst interpretierte allerdings seine Verzichtserklärung wenig später entgegen deren eindeutigem Wortlaut so, als hätte er nicht auf den Thron verzichtet, sondern sich nur vorübergehend von den Staatsgeschäften zurückgezogen. Insbesondere für Kaiserin Zita war es denkunmöglich, dass das Volk eine Abdankung des Herrschers von Gottes Gnaden erzwingt.
An den Wiener Erzbischof Kardinal Piffl, auf dessen Eintreten für die Monarchie Karl in den Tagen vor der Verzichtserklärung gehofft hatte, schrieb Karl aus Eckartsau (zitiert nach Die Presse, Februar 2010): „… Ich bin und bleibe der rechtmäßige Herrscher Deutsch-Österreichs. Ich habe und werde nie abdanken […]. Die jetzige Regierung ist eine Revolutionsregierung, da sie die von Gott eingesetzte Staatsgewalt beseitigt hat. Mein Manifest vom 11. November möchte ich mit einem Scheck vergleichen, welchen mit vielen tausend Kronen auszufüllen uns ein Straßenräuber mit vorgehaltenem Revolver zwingt. […] Nachdem auf die Armee auch kein Verlass mehr war, und uns selbst die Schlosswache verlassen hatte, entschloss ich mich zur Unterschrift. Ich fühle mich durch diese absolut nicht gebunden.“
Der Kaiser war allerdings in Eckartsau weit von den politischen Entscheidungen entfernt und konnte keine größere Anhängerschaft mobilisieren.

#### Ausreise des ehemaligen Trägers der Krone
Die Unklarheit über das künftige Verhalten des Kaisers brachte die Staatsregierung Renner I in Zugzwang. Anfang Jänner 1919 fuhr Karl Renner nach Eckartsau, um Karl Habsburg-Lothringen zur Ausreise zu bewegen. Doch Renner wurde von Karl und Zita nicht empfangen, da er sich nicht dem kaiserlichen Zeremoniell entsprechend angemeldet hatte. Ende Februar 1919 wurde, nach Intervention der Brüder von Zita, Sixtus und Xavier von Bourbon-Parma, vom englischen König Georg V. der britische Oberstleutnant Edward Lisle Strutt mit königlicher Solidaritätsadresse und Zusicherung der „moralischen Unterstützung“ als „Ehrenoffizier“ nach Eckartsau geschickt. Das Schicksal der russischen Zarenfamilie sollte sich, so das Ziel der britischen Mission, nicht wiederholen.
Auch die Christlichsozialen traten nunmehr dafür ein, den ehemaligen Kaiser außer Landes zu bringen. Am 15. März 1919 wurde die Staatsregierung Renner II, eine Koalition aus Sozialdemokraten und Christlichsozialen, eingesetzt. Sie formulierte die Alternativen: Karl hatte die Wahl, entweder formell abzudanken und mit seiner Familie als Bürger der Republik in Österreich zu bleiben, nicht abzudanken und auszureisen, oder, bei Verweigerung dieser beiden Möglichkeiten, interniert zu werden. Strutt, der von der Staatsregierung über diese Alternativen informiert wurde, konnte Karl zur Ausreise bewegen und organisierte diese. Einzige verbliebene Bedingung des Kaisers Strutt gegenüber: „Versprechen Sie mir, dass ich als Kaiser abreisen werde und nicht wie ein Dieb in der Nacht.“ Die Schweiz erklärte sich bereit, die Familie aufzunehmen. 
Am Abend des 23. März 1919 trat Kaiser Karl I. – in der Uniform eines Feldmarschalls und „in allen Ehren“ – mit Frau und Kindern, seiner Mutter und einigen anderen mit dem kaiserlichen Hofzug vom nahen Bahnhof Kopfstetten aus die Reise ins Exil an. In den Morgenstunden des 24. März 1919 kam der Sonderzug nach Feldkirch. Theoretisch von dort aus widerrief Karl mit dem in Eckartsau vorbereiteten, weitgehend geheim gebliebenen „Feldkircher Manifest“ (Brook-Shepherd: … veröffentlicht …, ohne an die Öffentlichkeit zu gelangen …) seine Verzichtserklärung und legte Protest gegen seine Absetzung ein: „Was die deutsch-österreichische Regierung, Provisorische und Konstitutionelle Nationalversammlung seit dem 11. November 1918 […] beschlossen und verfügt haben und weiter resolvieren werden, ist für Mich und Mein Haus null und nichtig.“ Abschriften des Manifests wurden an befreundete Staatsoberhäupter übermittelt; in Deutschösterreich wurde das Manifest, da die christlichsozialen Spitzenpolitiker Karl dringend davon abgeraten hatten, nicht veröffentlicht.

### Das Gesetz
Auf Initiative von Staatskanzler Renner beschloss nun die Konstituierende Nationalversammlung, die am 16. Februar 1919 in den ersten allgemeinen Wahlen für Frauen und Männer gewählt worden war, mit allen gegen eine Stimme das Gesetz vom 3. April 1919, betreffend die Landesverweisung und die Übernahme des Vermögens des Hauses Habsburg-Lothringen, erst später kurz Habsburgergesetz genannt. Es wurde am 10. April 1919 im Staatsgesetzblatt publiziert und ist gemäß seinem § 9 an diesem Tag in Kraft getreten. (Ebenfalls am 3. April 1919 wurde das Adelsaufhebungsgesetz beschlossen.)
Der im Ausland lebende ehemalige Träger der Krone wurde auf Dauer des Landes verwiesen, die anderen Mitglieder „des Hauses Habsburg-Lothringen“ nur insoweit, als sie nicht auf die Zugehörigkeit „zu diesem Hause und auf alle aus ihr gefolgerten Herrschaftsansprüche ausdrücklich verzichtet und sich als getreue Staatsbürger der Republik bekannt haben“. Das staatliche, aber in der Verwaltung des kaiserlichen Hofes gestandene hofärarische bewegliche und unbewegliche Vermögen im Staatsgebiet der Republik Deutschösterreich (heute Republik Österreich) wurde der Staatsverwaltung unterstellt. Die so genannten Privat- und Familienfonds des Hauses Habsburg und seiner Zweiglinien, meist vom jeweiligen Oberhaupt des Hauses verwaltetes gemeinsames Familienvermögen, wurden enteignet und ins Staatseigentum übergeführt. Persönliches Privateigentum blieb erhalten. Die Eide, die dem Kaiser als Staatsoberhaupt geleistet worden sind, wurden in § 3 als „unverbindlich“ erklärt.
Mit dem Adelsaufhebungsgesetz, ebenfalls vom 3. April 1919, wurden der Adel, seine äußeren Ehrenvorzüge, sowie alle Adelstitel und Würden in Deutschösterreich abgeschafft. Verboten und unter Strafe gestellt wurde die Führung der Adelsbezeichnungen, Titel und Würden. Mit § 3 des HabsburgerG wurde der „Gebrauch von Titeln und Ansprachen, die mit den Bestimmungen des § 1 im Widerspruch stehen […] verboten.“ Damit ist – im Gegensatz zum Adelsaufhebungsgesetz – nicht nur die „Führung“, sondern auch der Gebrauch von und die Ansprache mit „Erzherzog/Erzherzogin“, mit ihrer untergegangenen Titulatur, wie auch „kaiserliche Hoheit“, verfassungsrechtlich nicht mehr zulässig.
Nachdem die Familie Habsburg die Verfügung über diverse Stiftungen und Fonds als persönlichen Privatbesitz verlangt hatte und um damit zusammenhängende Unklarheiten auszuschalten, wurde das Habsburgergesetz am 30. Oktober 1919 – rückwirkend per 3. April – ergänzt und ausdrücklich festgehalten, welche beanspruchten Fonds bzw. Stiftungen insbesondere als enteignet gelten.
Diejenigen Familienzweige, die den geforderten Verzicht auf die Herrschaftsansprüche leisteten, durften ihr Privateigentum behalten, darunter der Zweig von Erzherzog Franz Salvator und seiner Frau Marie Valerie (einer Tochter von Franz Joseph I. und Elisabeth) bis heute Schloss Persenbeug, Schloss Rorregg, Schloss Wallsee und die Kaiservilla Bad Ischl.

### Ausnahme Burgenland
Mit dem Inkrafttreten der österreichischen Bundesverfassung 1920 am 10. November 1920 wurde das Gesetz in Verfassungsrang gehoben. Die Bestimmungen des HabsburgerG hinsichtlich der Enteignung wurden jedoch 1922 im Burgenland anlässlich dessen Aufnahme in die Republik Österreich ausdrücklich nicht in Kraft gesetzt. Aus realpolitischen Gründen wollte man die damaligen burgenländischen Adeligen (unter ihnen auch Mitglieder der Familie Habsburg) pro-österreichisch stimmen. Kritiker bezweifelten seither, dass die Enteignungsbestimmungen als Verfassungsrecht, das damit nicht mehr im gesamten Staatsgebiet einheitlich galt, seit diesem Zeitpunkt noch Rechtsgeltung in Verfassungsrang hätten, und vertraten die Meinung, sie seien seit damals nur mehr als einfache Gesetzesbestimmungen anzusehen. Sowohl die Gesetzgebung als auch der Verfassungsgerichtshof gingen jedoch davon aus, dass es sich weiterhin um gültiges Verfassungsrecht handelt.
Per 1. Jänner 2008 wurde mit dem Ersten Bundesverfassungsrechtsbereinigungsgesetz ausdrücklich festgestellt, dass die Verfassungsbestimmungen auch im Burgenland als Verfassungsgesetze gelten. Davon sind auch das Habsburger- und das Adelsaufhebungsgesetz betroffen.

## Ständestaat und Zeit des Nationalsozialismus
Im austrofaschistischen Ständestaat wurde unter Bundeskanzler Engelbert Dollfuß das Habsburgergesetz (ohne es expressis verbis zu nennen) in § 56 Abs. 4 Verfassungsübergangsgesetz 1934 vom 19. Juni 1934 in den Rang eines einfachen Bundesgesetzes heruntergestuft.
Unter Bundeskanzler Kurt Schuschnigg wurde es am 13. Juli 1935 mit dem Bundesgesetz, betreffend die Aufhebung der Landesverweisung und die Rückgabe von Vermögen des Hauses Habsburg-Lothringen geändert. Mit dessen § 1 wurde § 2 des Habsburgergesetzes außer Kraft gesetzt und damit die Landesverweisung der Mitglieder der Familie Habsburg-Lothringen aufgehoben. Mit den §§ 2 bis 6 wurde der Bundesregierung anheimgestellt, einzelnen Mitgliedern der Familie Habsburg-Lothringen oder an zu deren Gunsten zu errichtende Fonds nach freiem Ermessen Vermögen zurückzuerstatten, das 1919 in Staatseigentum überführt worden war. (Das Gesetz traf keinerlei Aussage darüber, in welchem Ausmaß diese Rückerstattung erfolgen sollte.)
Nach dem „Anschluss Österreichs“ an das Deutsche Reich erließ der Reichsstatthalter Arthur Seyß-Inquart, Chef der Österreichischen Landesregierung, auf Grund eines Führerbefehls Hitlers am 14. März 1939 das Gesetz über die Rückgängigmachung der Ausfolgung von Vermögen an das Haus Habsburg-Lothringen, mit dem das Ständestaatsgesetz vom 13. Juli 1935 in seinen §§ 2 bis 7 außer Kraft gesetzt wurde. Damit fiel das Habsburgervermögen neuerlich entschädigungslos dem „Land Österreich“, Bestandteil des Großdeutschen Reiches, zu. Die Außerkraftsetzung des § 1 Habsburgergesetzes durch das Ständestaatsgesetz, mit dem die Landesverweisung aufgehoben wurde, blieb von dem NS-Gesetz unberührt.

## Zweite Republik
Die Zweite Republik setzte 1945 die Bundesverfassung 1920 / 1929 mit dem Stand von 1933 wieder in Kraft. Mit dem Verfassungs-Überleitungsgesetz wurden alle zwischen 1933 und 1945 erlassenen Verfassungsgesetze und alle einfachen Gesetze, die nicht mit der bis 1933 geltenden Verfassung vereinbar waren, außer Kraft gesetzt, womit die Rechtslage der ersten Republik wiederhergestellt war. Damit war automatisch auch das Habsburgergesetz von 1919 in seiner Fassung vom 30. Oktober 1919 wieder in Geltung; sowohl die von Schuschnigg 1935 als auch die von Seyß-Inquart 1939 vorgenommenen Änderungen des Habsburgergesetzes waren nun aufgehoben.
Zu zahlreichen internationalen Abkommen nach 1945 machte die Republik Österreich Vorbehalte, sodass diese Abkommen in Bezug auf die Mitglieder der Familie Habsburg in Österreich nicht in Vollgeltung sind, so zum Beispiel die Menschenrechtskonvention und das Antidiskriminierungsübereinkommen. Letzteres wurde mit dem BVG über die Beseitigung rassischer Diskriminierung vom 10. August 1973 in nationales Recht umgesetzt. Während Art. 1 das Diskriminierungsverbot regelt, wurde mit Art. 2 festgehalten, dass davon das Habsburgergesetz und der Ausschluss der Wählbarkeit zum Bundespräsidenten der Mitglieder der Familie Habsburg-Lothringen unberührt geblieben ist.

### Staatsvertrag von Wien
1955 wurde das Habsburgergesetz auf ausdrückliches Verlangen der UdSSR Bestandteil des Staatsvertrages.
Im Vorfeld des Vertrages kam es im Februar zu Auseinandersetzungen zwischen Kommunisten und den Legitimisten genannten Monarchisten. Diese wollten eine Versammlung abhalten, die Kommunisten besetzten zuvor den Saal und sprengten damit die Veranstaltung, die anschließend polizeilich aufgelöst wurde. Eine neuerlich anberaumte Versammlung wurde im Vorfeld durch den damaligen ÖVP-Regierungschef, den später „Staatsvertragskanzler“ genannten Julius Raab, verboten, der wegen der internationalen Aufmerksamkeit für das Thema in Sorge war. Auslöser dafür war Otto Habsburg-Lothringen, der Anfang Jänner 1955 in der Tageszeitung „Salzburger Nachrichten“ den Vertragsentwurf angriff. Ziel seiner Agitation war die Klausel der Aufrechterhaltung des Habsburgergesetzes.
Die damalige Regierung habe in diesem Zusammenhang zugegeben, „dass tatsächlich zahlreiche Artikel des Staatsvertrages unhaltbar seien“, wie das deutsche Nachrichtenmagazin „Der Spiegel“ berichtete. Den Argumenten Habsburgs und der Legitimisten hielt man entgegen, dass es „das Wesentliche sei […] zu unterzeichnen, um zu erreichen, daß Österreich von fremden Truppen geräumt wird. Später könne man dann sehen, wie die Frage des Habsburg-Vermögens zu regeln sei.“ Der von der SPÖ gestellte Vizekanzler Adolf Schärf warf den Legitimisten mangelnden Patriotismus vor und soll ironisch gemeint haben: „Allen jenen, die vorschlagen, den Habsburgern zuliebe sollte aus irgendwelchen Gründen der Staatsvertragsentwurf revidiert werden, empfehle ich, daß man mit den Verhandlungen wieder einmal von vorn beginnen soll.“
Kanzler Raab kam damit in die Zwickmühle, da er in der ÖVP eine Absplitterung von habsburgfreundlichen Gruppen und den Verlust der Kanzlermehrheit befürchtete. Dazu kam, dass Habsburg im Ausland Unterstützung suchte. So sei es ihm über Freunde der Republikanischen Partei der USA gelungen, das Interesse der Vereinten Nationen (UNO) auf das Thema zu lenken. Habsburg stellte die Frage, ob durch das im Staatsvertrag verankerte Habsburgergesetz Österreich nicht gegen die Bedingungen für eine spätere Aufnahme in die UNO verstoße. Raab, besorgt wegen der internationalen Agitationen der Legitimisten (und wohl auch Habsburgs) gegen den Staatsvertrag, nahm in einer Rundfunkrede am 20. März 1955 Stellung und verbot dann, wie oben erwähnt, die geplante monarchistische Kundgebung. Kurz vor seiner Abreise im April 1955 zu den letzten Staatsvertragsverhandlungen in Moskau wurde Raab auf die Einwände Habsburgs gegen den Staatsvertrag angesprochen und soll deshalb geantwortet haben: „Hot er an bessern?“

### Enteignung und Restitutionsversuche
Die 1939 erfolgte neuerliche Enteignung der habsburgischen Familienfonds konnte bisher nicht angefochten werden, da der Eigentümer des Habsburgervermögens im Jahr 1938 (der Fonds) nach 1945 im Stiftungs- und Fondsgesetz nicht als wiedererrichtbarer Fonds angeführt ist, damit nicht wieder errichtet werden konnte, und da gemäß diversen höchstgerichtlichen Urteilen einzelnen Familienmitgliedern keine Klagslegitimation zukommt. Klagslegitimation würde nur dem nicht wiedererrichtbaren Fonds zukommen.
Die Familie Habsburg suchte bzw. sucht immer wieder Rechtsmittel gegen die vermögensrechtlichen Bestimmungen des Habsburgergesetzes: Die finanziellen Forderungen (darunter Schlösser, Zinshäuser in Wien und ungefähr 27.000 Hektar Grund mit einem geschätzten Gesamtwert von 200 Millionen Euro) sind beträchtlich. Sie wurden bis jetzt aber durch die Spruchpraxis der österreichischen Höchstgerichte aus formellen Gründen abgewiesen oder zurückgewiesen. Aus heutiger Sicht bleibt juristisch die Frage offen, ob die 1919 erlassenen Enteignungsbestimmungen mit der erfolgten Enteignung von 1919 ihren rechtlichen Zweck erfüllt haben und damit für das weitere Geschehen keine Rechtswirksamkeit mehr besitzen (juristisch: konsumiert sind) oder ob sie ein dauerndes Rückgabeverbot implizieren.
Im Bericht der Historikerkommission, die 1998–2003 tätig war, wurde ein Rückgabeverbot verneint, während die Schiedsinstanz des Allgemeinen Entschädigungsfonds (Nationalfonds der Republik Österreich) ein solches Rückgabeverbot als offensichtlich ansah.
Die Schiedsinstanz (Entscheide 5/2004, 6/2004, 7/2004) hat sich auf Anträge der Familie Habsburg aus verfassungsrechtlichen bzw. völkerrechtlichen Gründen für unzuständig erklärt. Gegen die Forderung auf Naturalrestitution unter Bezugnahme auf die neuerliche Enteignung 1939 unter dem NS-Regime (siehe Abschnitt Gesetzeshistorie) hatte sich die Schiedsinstanz ausgesprochen, da die erste Enteignung bereits in der ersten Republik stattgefunden hatte.

Die daraufhin namens des Vereins ‚Familienversorgung 1936‘ „zur Antragstellung und Verwaltung von Leistungen aus dem Entschädigungsfonds“, des Familienversorgungsfonds des Hauses Habsburg-Lothringens, sowie zweier Familienmitglieder, vor dem Verfassungsgerichtshof (VfGH) eingebrachte Beschwerde und die Gesetzprüfungsanträge „gegen den Beschluss der Schiedsinstanz für Naturalrestitution vom 6. Dezember 2004, Zl. 6/2004“ wurden mit Erkenntnis vom 16. Mai 2005 zurückgewiesen. Begründet wurde die Zurückweisung mangels Bescheidcharakters von Erledigungen der Schiedsinstanz für Naturalrestitution; die Zurückweisung der Individualanträge mangels unmittelbarer und aktueller Betroffenheit bzw. mangels diesbezüglicher Darlegungen. Letztlich wurde begründet, dass „lediglich Rechtsfragen zu entscheiden [gewesen sind], die bereits durch die Vorjudikatur geklärt waren.“
Nach Medienberichten (etwa Salzburger Nachrichten, Februar 2010) wurde von Carl-Ludwig und Felix Habsburg-Lothringen, den jüngeren Brüdern von Otto, eine (ähnliche) Beschwerde vor dem VfGH gegen die Entscheidung(en) der Schiedsinstanz eingelegt. Der VfGH habe sich in diesem Fall aus formalen Gründen für nicht zuständig gesehen. Der damalige Präsident des österreichischen VfGH Korinek habe die Familie Habsburg auf die Möglichkeit des Zivilrechtsweges hingewiesen, um die Klärung der Frage zur Rückgabe des enteigneten Vermögens vor ordentlichen Gerichten zu erreichen. Dies offenbar unter der Fiktion, dass der Familienversorgungsfonds 1938 nicht untergegangen sei, demnach nicht wieder zu errichten war und noch immer besteht. Die Entscheidung einer österreichischen Instanz wurde seither von der Familie nicht angestrebt.

#### Diskussion
In der Diskussion über das Thema verweisen Befürworter der seinerzeitigen Enteignung darauf, „die Habsburger“ seien am Ersten Weltkrieg schuld gewesen. Das entzogene Vermögen sei nur eine symbolische Kompensation des durch die Entscheidung zum Krieg entstandenen Schadens.
Befürworter der Rückgabe der Familienfonds argumentieren damit, die vom Habsburgergesetz vorgesehene Verwendung der Erlöse der Güter für Kriegsopfer sei überholt, da kein Opfer des Ersten Weltkriegs mehr am Leben sei. Außerdem machen sie geltend, dass die Familie Habsburg-Lothringen am Krieg nicht schuld sei, weil es sich um keine Entscheidung der Familie gehandelt habe. Kaiser Franz Joseph I. habe diese Entscheidung ohne Beratung mit oder Zuspruch von Familienmitgliedern getroffen. Es handle sich daher um heute verpönte Sippenhaftung und um extreme Ungleichbehandlung, da keine andere österreichische Adelsfamilie enteignet worden sei.
Für die Familie stellte Karl Habsburg-Lothringen dazu fest: 

„Das Vermögen wurde für einen Witwen- und Waisenfonds eingesetzt – mit der Auflage, es zurückzugeben, wenn der Witwen- und Waisenfonds aufgelöst wird. Der Fonds wurde 1928 aufgelöst, aber das Vermögen ist unrechtmäßig nicht zurückgegeben worden. Also, hier ist wirklich Unrecht geschehen.“

### Landesverweisung: Entwicklung seit 1960

#### Habsburgkrise 1962/63
Ab 1960 unterschrieben mehrere Mitglieder des Hauses Habsburg-Lothringen, die dies bis dahin noch nicht getan hatten, Verzichtserklärungen. 1961 unterschrieb sie auch das damalige Oberhaupt der Familie, der Kaisersohn Otto Habsburg-Lothringen.
Seine Einreise verzögerte sich durch die Habsburgkrise:
Die Bundesregierung Gorbach (I), die zu beurteilen gehabt hätte, ob die Erklärung ausreichend sei, und dann den Hauptausschuss des Nationalrates einzuschalten gehabt hätte, konnte wegen des Widerstandes der SPÖ-Minister gegen diese Einreise keinen Beschluss fassen. Der wegen Säumigkeit der Regierung von Otto angerufene Verwaltungsgerichtshof erkannte hierauf, die Verzichtserklärung sei ausreichend, während der vorher angerufene Verfassungsgerichtshof sich für nicht zuständig erklärt hatte, da dies eine politische Entscheidung sei. Es kam zu kontroversen öffentlichen und politischen Debatten, zu Streiks und Demonstrationen gegen Habsburg, zu Diskussionen um die abweichende Spruchpraxis und die entstandene Rechtsunsicherheit. SPÖ-Justizminister Christian Broda sprach 1963 von einem „Justizputsch“, da der VwGH nicht nur an Stelle der Regierung, sondern auch an Stelle des mitzuständigen Hauptausschusses des Nationalrates entschieden habe. SPÖ und FPÖ beschlossen daher am 4. Juli 1963 gegen den Willen der den Bundeskanzler stellenden ÖVP eine authentische Auslegung des Habsburgergesetzes. Das Gesetz hatte 1919 von der Staatsregierung und der Nationalversammlung gesprochen. Nun wurde unmissverständlich geklärt: Die Festsetzung, ob diese Erklärung als ausreichend zu erkennen sei, steht der Bundesregierung im Einvernehmen mit dem Hauptausschuß des Nationalrates zu.
Otto Habsburg-Lothringen reiste am 31. Oktober 1966 zum ersten Mal wieder ein – zu diesem Zeitpunkt amtierte die Bundesregierung Klaus (II), eine ÖVP-Alleinregierung mit absoluter Mehrheit im Nationalrat.

#### 1980: kein Einreiseverbot für Nachgeborene
Das Einreiseverbot mangels Verzichtserklärung galt nur für Familienmitglieder, die bei Gültigkeitsbeginn des Habsburgergesetzes bereits lebten, nicht aber für nach dem 10. April 1919 Geborene. Dies wurde 1980 vom Verwaltungsgerichtshof auf Antrag von Rudolph Habsburg-Lothringen festgestellt, der am 5. September 1919 als Sohn Karls und Zitas in der Schweiz geboren worden war (siehe auch: Anmerkungen 4 bis 7 zum Lemma Rudolph).

#### 1982: kein Einreiseverbot für die letzte Kaiserin
Ohne Verzichtserklärung wurde 1982 von der Bundesregierung Kreisky IV der letzten Kaiserin, Zita Habsburg-Lothringen, die Einreise erlaubt, da sie dem Haus Habsburg nur angeheiratet war und niemals Herrscherrechte hätte beanspruchen können. Die Entscheidung wurde auf eine Intervention von König Juan Carlos I. von Spanien zurückgeführt.

#### 1996: Einreiseverbot wird totes Recht
1996 betraf der Landesverweis nur noch zwei Personen, Carl Ludwig und Felix Habsburg-Lothringen. Beide gaben Verzichtserklärungen nach dem Habsburgergesetz ab; Ministerrat und Hauptausschuss des Nationalrates (dieser einstimmig) erteilten beiden die Einreiseerlaubnis. Da keine weiteren betroffenen Personen mehr lebten, war das Einreiseverbot nunmehr als totes Recht zu betrachten.

### 2011: Übernahme des Vermögens bekräftigt
Mit dem Wahlrechtsänderungsgesetz 2011 (siehe folgenden Abschnitt) wurden Verfassungsbestimmungen die Familie Habsburg-Lothringen betreffend geändert. Dies wäre ein möglicher Termin gewesen, § 2 HabsburgerG formell außer Kraft zu setzen. Hingegen wurde im Gesetz 2011 betont, dass von der Aufhebung des Ausschlusses des „passiven Wahlrechts“ zur Bundespräsidentenwahl „das Gesetz betreffend die Landesverweisung und die Übernahme des Vermögens des Hauses Habsburg-Lothringen, StGBl. Nr. 209/1919, unberührt“ bleibt. Diese Bekräftigung des Habsburgergesetzes könnte formuliert worden sein, um Ängste, die Zulassung der Habsburger zur Bundespräsidentenwahl könnte ein Präjudiz für die von ihnen geforderte Rückgabe der enteigneten Familienfonds sein, zu zerstreuen.
In einem Interview im Dezember 2013 bezeichnete Karl Habsburg-Lothringen das Habsburgergesetz als „völligen Unsinn“ und verglich es mit den Beneš-Dekreten.

### Wählbarkeit zum Bundespräsidenten
In Ergänzung zum Habsburgergesetz schloss Art. 60 Abs. 3 Satz 2 Bundes-Verfassungsgesetz (B-VG) (die am 10. November 1920 in Kraft getretene Verfassung) „Mitglieder regierender Häuser oder solcher Familien, die ehemals regiert haben“ bis 2011 von der Wählbarkeit (so genanntes „passives Wahlrecht“) zum Bundespräsidenten aus. Mit dem Wahlrechtsänderungsgesetz 2011 wurde diese Verfassungsbestimmung vom Nationalrat am 16. Juni 2011 aufgehoben. Damit sind seit 1. Oktober 2011 die Mitglieder der Familie Habsburg-Lothringen nicht mehr vom Amt des Bundespräsidenten ausgeschlossen.

## Gesetzeshistorie
- Habsburgergesetz 1919 mit seinen Änderungen von 1919, 1925 und 1928 in der Fassung von 1963 mit erklärenden Fußnoten. In: 90 Jahre – Republik Österreich, Österreichisches Staatsarchiv.
- Gesetz vom 3. April 1919, betreffend die Landesverweisung und die Übernahme des Vermögens des Hauses Habsburg-Lothringen. Habsburgergesetz in seiner Stammfassung. StGBl. Nr. 209/1919. In: ALEX – Historische Rechts- und Gesetzestexte Online (ALEX).
- Gesetz vom 30. Oktober 1919, betreffend die Landesverweisung und die Übernahme des Vermögens des Hauses Habsburg-Lothringen, mit dem die Stammfassung ergänzt und abgeändert wurde. StGBl. Nr. 501/1919. In: ALEX.
- Gesetz, womit die Republik Österreich als Bundesstaat eingerichtet wird (Bundes-Verfassungsgesetz) vom 1. Oktober 1920. BGBl. für die Republik Österreich, Nr. 1/1920, 1. Stück. In: ALEX.
- Bundesgesetz, betreffend die Aufhebung der Landesverweisung und die Rückgabe von Vermögen des Hauses Habsburg-Lothringen. „Ständestaatsgesetz“ vom 13. Juli 1935 zur Vermögensrückgabe. BGBl. Nr. 299/1935. In: ALEX.
- Gesetz über die Rückgängigmachung der Ausfolgung von Vermögen an das Haus Habsburg-Lothringen. „NS-Gesetz“ vom 14. März 1939 zur neuerlichen Vermögensentziehung. GBl. für das Land Österreich, Nr. 311/1938. In: ALEX.
- Bundesverfassungsgesetz vom 4. Juli 1963, mit dem das Gesetz vom 3. April 1919, StGBl. Nr. 209, betreffend die Landesverweisung und die Übernahme des Vermögens des Hauses Habsburg-Lothringen, authentisch ausgelegt wird. BGBl. Nr. 172/1963
- Kundmachung des Bundeskanzlers betreffend die Berichtigung von Druckfehlern im Bundesgesetzblatt Im Habsburgergesetz: „Im Art. 1 Z 2 lautet es im § 6 Abs. 2 erster Satz statt ‚derselben‘ richtig ‚desselben‘.“ BGBl. I Nr. 194/1999